# Catarina Macedo
Catarina Macedo (Braga, - ) é uma engenheira informática portuguesa na área dos videojogos. Em 2020, foi distinguida pela Forbes como uma das jovens mais promissoras na sua área na rubrica 30 Under 30, pelo seu trabalho na Xbox.

## Carreira
Macedo começou a competir em videojogos ainda na adolescência, especificamente Gears of War e Halo. Foi em 2004, ao jogar uma edição limitada de Halo 2 que incluía um DVD com gravações sobre a produção do jogo, que decidiu investir num percurso profissional na área dos videojogos.
Com apenas 17 anos, liderou a equipa portuguesa que participou nos World Cyber Games 2007, em Seattle; repetiu o feito na edição seguinte, em Estugarda. Macedo explicou que a participação nestes campeonatos mundiais de videojogos foi outro momento determinante para querer trabalhar na indústria, apontando a sua mira à Xbox desde cedo.
Macedo formou-se em engenharia informática na Universidade do Minho, onde conclui a licenciatura. Prosseguiu os estudos na mesma área com um mestrado no Instituto Superior Técnico. Também tem um MBA da Universidade Católica de Lisboa.
A engenheira juntou-se aos filões da Microsoft durante a faculdade: ainda no IST, foi embaixadora da marca. Mais tarde, tornou-se engenheira de software da plataforma Azure, posição que a levaria de Portugal aos escritórios da companhia nos Estados Unidos da América, em 2016. Deu o salto para a divisão Xbox no ano seguinte, assumindo as funções de gestora de produto. Desenvolveu funcionalidades sociais do Game Bar e da aplicação Game Pass para PC, além de ter sido responsável pela integração do serviço Xbox Live nas consolas Series S e X, aquando do seu lançamento.
Ao longo da sua estadia na empresa, destacou-se ainda pelo seu trabalho na área da inclusão e desigualdade de género nas indústrias de programação e videojogos, liderando a iniciativa interna Women in Gaming (trad. mulheres nos videojogos).
Em 2020, juntou-se à Riot Games, integrando a equipa responsável pelo desenvolvimento e lançamento do jogo League of Legends: Wild Rift.
Após quase dois anos nessa produtora, mudou-se para a Bungie, onde lidera o desenvolvimento das expansões para o Destiny 2, desde maio de 2022.